# Privata högre lärarinneseminariet, Stockholm
Privata högre lärarinneseminariet grundlades 1899 i Stockholm av Sofi Anderson tillsammans med Nils Lagerstedt och Ludvig Lindroth. Läroanstalten stängdes 1931.
Seminariet var delat i två kurser: en lägre, tvåårig, avsedd att utbilda lärarinnor dels för familjer, dels för flickskolans lägre eller mellersta klasser, samt en högre, minst ettårig, med specialstudier för undervisning i de högre klasserna. Tillträde till sistnämnda kurs ägde de elever, som genomgått den lägre och sedan under ett eller flera år meddelat undervisning. 
Enligt kunglig resolution av den 29 april 1910 gav avgångsbetyg från den högre kursen samma rättigheter som avgångsbetyg från Högre lärarinneseminariet. Med seminariet var förenad en realskola för flickor, Oskarsskolan (med tre förberedande och åtta elementarskoleklasser, stängd 1939), vars avgångsbetyg medförde normalskolekompetens.
Läroanstalten öppnades Nybrogatan 13 och inflyttade 1905 i egen lokal, Riddargatan 23 där gathuset inrymde bostäder och gårdshuset innehöll seminarium samt en för realskolan. Anläggningen ritades av Hagström & Ekman. Lärjungeantalet var vårterminen 1925 på seminariet 59 och i skolan 267. Läroanstaltens föreståndarinna var alltifrån början Sofi Anderson, som 1923 efterträddes av Paula Riccius. Emilia Thorstenson tjänstgjorde 1905–1919 som biträdande föreståndarinna för Oskarsskolan.

## Bilder från 1905

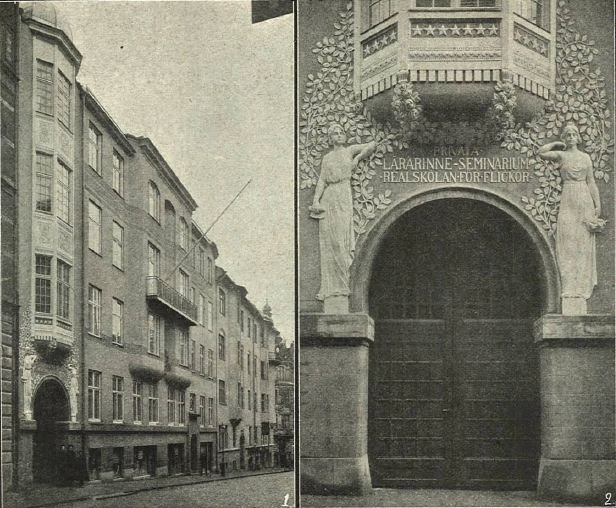
Fasaden åt Riddargatan
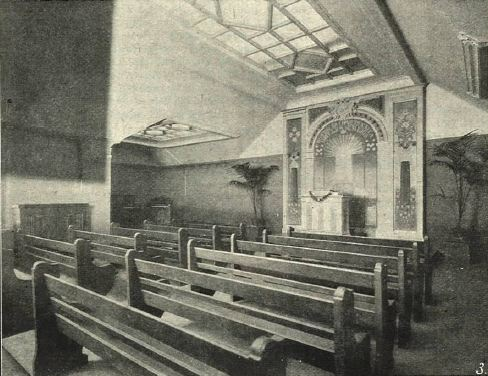
Högtidssalen
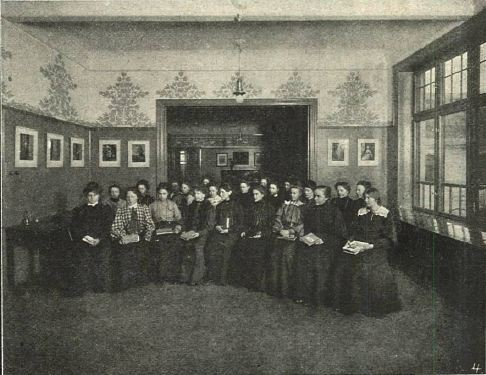
Ett av skolrummen
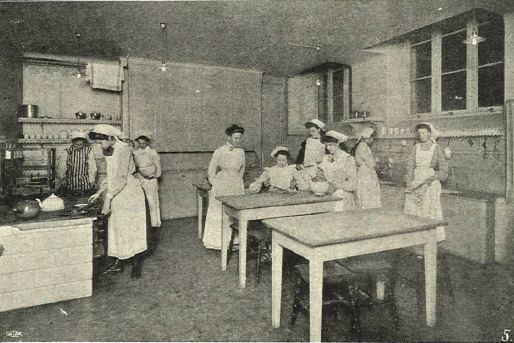
Skolköket